# Giovanni Lombardo
Giovanni Lombardo (Palermo, 24 luglio 1915 – Torino, 17 novembre 2018) è stato un dirigente d'azienda italiano.

## Biografia
Da giovane laureato trova impiego presso l'EIAR di Torino, ma a causa del bombardamento del 1942 viene trasferito alla sede di Busto Arsizio. Durante il processo di Liberazione dell'Italia, Giovanni Lombardo diventa il capo del centro EIAR di Busto Arsizio che dal 4 maggio 1945, per ordine degli Alleati, diventerà Radio Busto Libera.
La sua figura è nota per essere stato il fautore del primo messaggio della liberazione dell'Italia la sera del 25 aprile 1945, attraverso le frequenze di Radio Busto.
Il testo del comunicato, voluto da Giovanni Lombardo (successivamente accusato di aver trasmesso il comunicato senza autorizzazione e quindi licenziato dall'EIAR), fu scritto da Enrico Tosi e letto da Nino Miglierina, ed era il seguente:
Cittadino italiano, tu che hai sofferto per la tua Patria, ancora una volta calpestata dal barbaro nemico, l'ora della tua liberazione è giunta. Lavoratore, ancora per qualche giorno, controlla ogni tentativo di distruzione delle tue macchine, delle tue officine, delle tue fabbriche, delle centrali elettriche. Salva la tua ricchezza di domani. Donne siate degne dell’ora che volge. Italiani tutti al vostro posto per la battaglia.»
(Enrico Tosi, comunicato letto via Radio Busto Libera da Nino Miglierina)